# 遥远的爱
遥远的爱是一部於1947年上映的中華民國电影。該電影由陈鲤庭執導， 赵丹、秦怡、吴茵等人主演 。該片的劇本出自夏衍之手。 該片拍攝時曾得到中華民國國防部的支持。  該電影講述的是1927年至1938年一群男女的故事。